# Stjepan Gjurašin
Stjepan Gjurašin (Oborovo, 22. svibnja 1867. – Zagreb, 5. travnja 1936.), bio je hrvatski botaničar.

## Životopis
Pohađao je Klasičnu gimnaziju u Zagrebu koju je završio 1886. godine. Jedan od najistaknutijih hrvatskih botaničara i prirodoslovaca. Doktorirao je prirodne znanosti 1894. godine, te predavao sistematiku i morfologiju bilja na Filozofskom fakultetu u Zagrebu. Zanimao se naročito za floristiku i mikologiju (znanost o gljivama). Uz 15-ak znanstvenih stručnih radova pisac je školskih udžbenika i popularizator znanosti.

## Nagrade
- 1895.: Nagrada iz zaklade Ivana N. grofa Draškovića, za djelo Iz bilinskoga svieta: prirodopisne i kulturne crtice.